# 조안 로빈슨
조안 로빈슨(영어: Joan Robinson, 1903년 10월 31일~1983년 8월 5일)은 영국의 경제학자이다.

## 생애
1933년 저서 《불완전경쟁의 경제학》에서 판매자 독점의 구매자 대화를 묘사하는 데 사용되는 "수요독점(monopsony)"라는 용어를 만들었다. 수요독점은 노동 구매자에게 일반적으로 적용되는데, 고용주는 피고용자의 착취를 허용하고 근로자에게 한계 생산성보다 낮은 임금을 부여 할 수 있다. 로빈슨은 여성 노동자와 남성 노동자간에 동일한 생산성을 가진 임금 격차를 기술하기 위해 수요 독점의 개념을 사용했다.
로빈슨은 존 메이너드 케인스의 《고용, 이자 및 화폐의 일반 이론》 (1936)에 대한 지지와 설명에 공헌했으며 특히 1936년과 1937년의 고용 영향을 다뤘다.
1960년대에 피에로 스라파와 함께 케임브리지 자본 논쟁의 주요 참여자였다.

## 같이 보기
- 국제경제학
- 거시경제학
- 후생경제학